# Streepkeelstruiktiran
De streepkeelstruiktiran (Myiotheretes striaticollis) is een zangvogel uit de familie Tyrannidae (tirannen).

## Verspreiding en leefgebied
Deze soort komt voor van Venezuela tot Argentinië en telt twee ondersoorten:
- M. s. striaticollis: van Colombia en westelijk Venezuela tot centraal Peru.
- M. s. pallidus: oostelijk Peru, Bolivia en noordwestelijk Argentinië.

## Status
De grootte van de populatie is niet gekwantificeerd maar de soort wordt omschreven als vrij algemeen. Op de Rode lijst van de IUCN heeft deze soort de status niet bedreigd.